# Ґрадаучізна
Ґрадаучізна (Gradaučizna) — село у Литві, Расейняйський район, Шілувське староство, розташоване за 3 км від села Шілува. 2001 року в Ґрадаучізні проживало 14 людей.

## Принагідно
- Мапіо

| Литва | Це незавершена стаття з географії Литви. Ви можете допомогти проєкту, виправивши або дописавши її. |